# Rue Edmond-Prieur
La rue Edmond-Prieur est une voie de Nantes, en France.

## Situation et accès
Située dans le centre-ville de Nantes, la rue Edmond-Prieur est une artère bitumée, ouverte à la circulation automobile reliant la rue du Trépied (au niveau de la rue Jean-Jaurès) à la rue du Bourgneuf (au niveau de la rue Léopold-Cassegrain). Sur son côté nord, elle rencontre la rue Léon-Jamin.

## Origine du nom
Elle rend hommage à Edmond Prieur qui fut maire de Nantes de 1940 à 1941.

## Historique
L'artère actuelle est née de la fusion de deux voies existantes précédemment : la « rue Basse du Trépied » à l'ouest de la rue Léon-Jamin et une partie de la « ruelle du Bourgneuf » (actuelle « rue du Bourgneuf »).
La première est elle-même constituée d'une fraction de la « rue du Trépied » qui sera scindée en deux à la suite du percement de l'actuelle rue Jean-Jaurès (la « rue Haute du Trépied » devenant par la suite la rue du Trépied actuelle). Le nom de « Trépied » est une déformation du terme « triperie » ou « tripier », la présence de cette activité s'expliquant par la proximité des abattoirs municipaux alors situés à l'emplacement du marché de Talensac.
Durant la Seconde Guerre mondiale, le quartier environnant la place de Bretagne est sérieusement endommagé par les bombardements des 16 et 23 septembre 1943.
Lors de reconstruction de la ville, la rue Léopold-Cassegrain est percée, et cet aménagement scinde l'actuelle rue du Bourgneuf en deux parties, dont celle située à l'ouest de la nouvelle voie est dénommée dans un premier temps : « rue Auguste-Pageot ».
Au sud de cette rue sera édifiée la Poste centrale de Nantes, tandis que le côté nord conservera les immeubles ayant survécu aux bombardements.
La dénomination actuelle de la rue est décidée lors d'une délibération du conseil municipal du 8 octobre 1965.